# Faustino Asprilla
Faustino Hernán „Tino” Asprilla Hinestroza (n. 10 noiembrie 1969 în Tuluá) este un fost fotbalist columbian care a jucat și pentru naționala Columbiei. Deși nu a fost un marcator prolific, el a fost un jucător rapid, agil și abil, cunoscut pentru fler, creativitate, putere și ritm, precum și capacitatea sa de a crea șanse și de a înscrie goluri spectaculoase; în ciuda talentului, el este, de asemenea, cunoscut pentru că este temperamental și controversat atât pe teren cât și în afara lui.
Asprilla este cunoscut de suporterii din țara sa sub numele de Caracatița pentru apetitul vorace. În 1993, el a fost numit de FIFA, al șaselea cel mai bun jucător din lume.

## Palmares

### Club
Atlético Nacional
- Categoría Primera A: 1991
- Copa Interamericana: 1990

Parma
- Coppa Italia: 1998–99
- Cupa Cupelor UEFA: 1992–93
- Supercupa Europei: 1993
- Cupa UEFA: 1994–95, 1998–99

Palmeiras
- Rio-São Paulo Tournament: 2000
- Brazilian Champions Cup: 2000

## Legături externe
Materiale media legate de Faustino Asprilla la Wikimedia Commons
- Faustino Asprilla pe site-ul National-Football-Teams.com
- International statistics at rsssf
- Faustino Asprilla la Soccerbase
- Whatever happened to Faustino Asprilla
- Interview with FourFourTwo